# Clun
Clun è un paese di 642 abitanti della contea dello Shropshire, in Inghilterra.